# Entorn d'escriptori

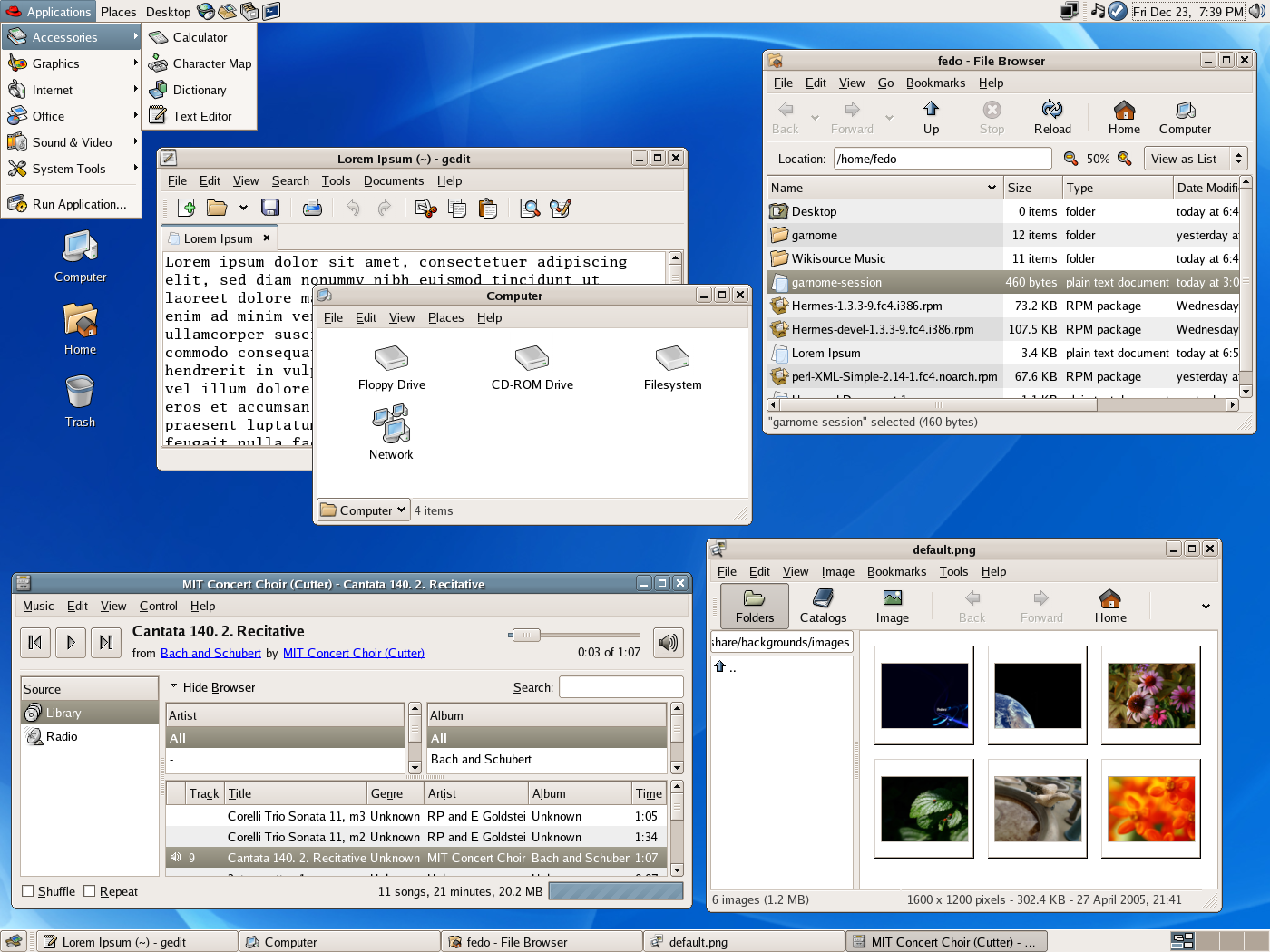
Entorn d'escriptori

Un entorn d'escriptori (Desktop Environment, en anglès) és un conjunt de paquets de programes per a oferir a l'usuari un ordinador amb una interfície gràfica. Així l'usuari té una manera de gestionar l'ordinador més còmoda que amb la línia d'ordres. Un entorn d'escriptori ha de garantir una integració completa dels programes essencials de l'ordinador, icones, de les barres d'eines, etc. Els entorns d'escriptori més utilitzats són els que ofereixen els sistemes operatius Microsoft Windows, com el recent Windows Aero; l'Aqua de Mac OS X; i diversos de codi lliure com GNOME, KDE, Xfce…

## Metàfora d'escriptori i paradigma del paper

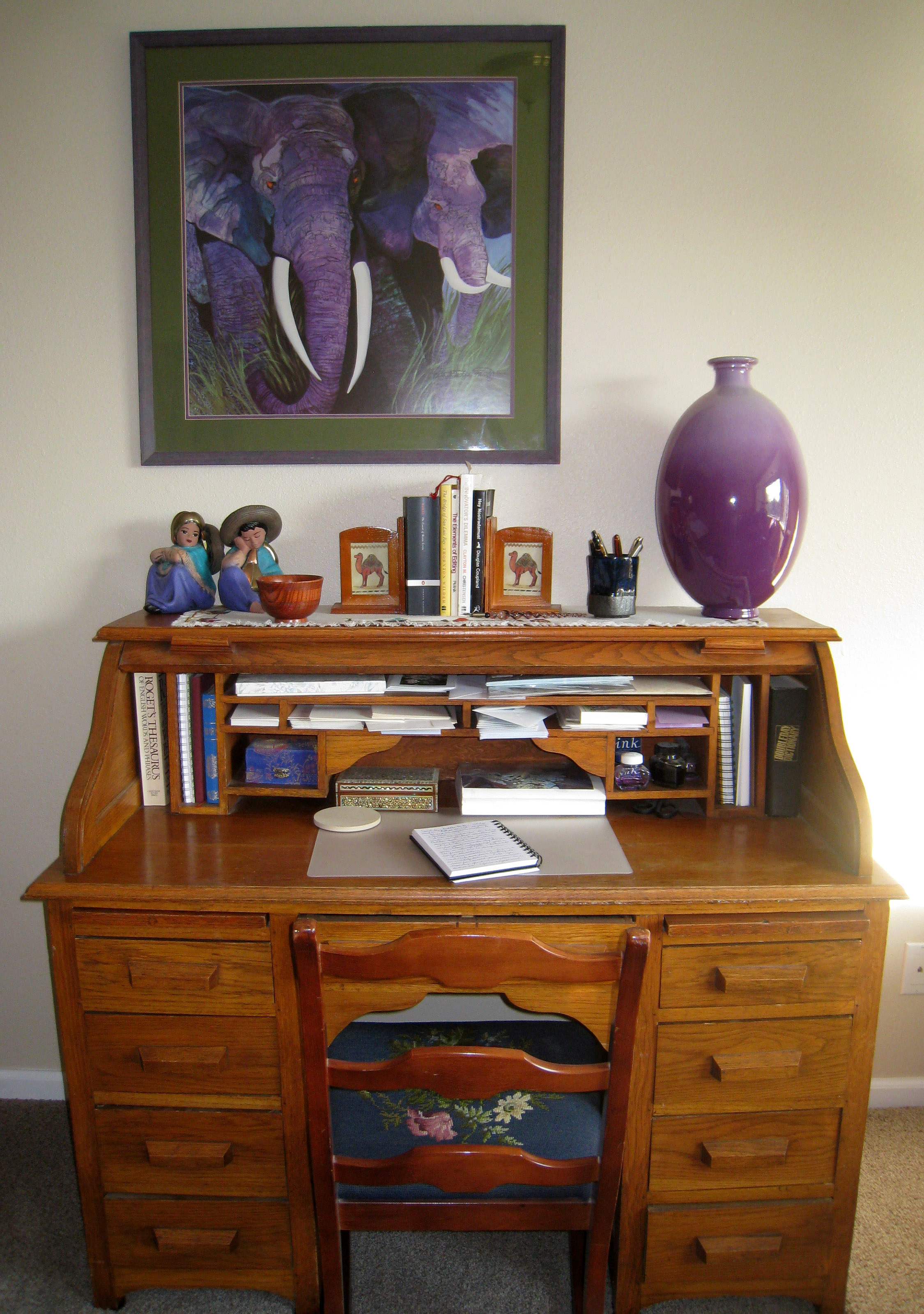
Lentorn d'escriptori és una metàfora conceptual d'un escriptori i un paradigma del paper.

La "metàfora d'escriptori" fa referència que l'entorn d'escriptori tracta al monitor d'un ordinador com si fos l'escriptori físic de l'usuari, sobre el qual poden ser col·locats els objectes com ara documents (de paper blanc amb lletres negres) i carpetes de documents per a classificar-los.
El "paradigma del paper" té a veure amb el paradigma usat per la majoria d'ordinadors moderns i sistemes operatius. Generalment, el paradigma del paper consisteix en text negre en un fons blanc, fitxers dins de carpetes, i un "escriptori". El paradigma del paper va ser creat per molts individus i organitzacions, com ara Douglas Engelbart, Xerox PARC, i Apple Computer. Va ser un intent de fer els computadors més amigables vers l'usuari fent que s'assemblessin al lloc de treball comú d'aquells temps (amb papers, carpetes, i un escriptori). El primer entorn d'escriptori va ser presentat per primera vegada al públic per Engelbart el 1968, el qual ara és referit com "La Mare de Totes les Demostracions" (The Mother of All Demos). John Siracusa
 Tornant el 1984, sobre les explicacions als usuaris, que abans mai havien vist una GUI, l'original interfície del Macintosh inevitablement incloïa una explicació de les icones, per exemple: "Aquesta icona representa seu fitxer en el disc". Però per a sorpresa de molts, els usuaris van rebutjar de seguida qualsevol aparença d'indirecció. L'usuari ho volia directe: "Aquesta icona és el meu fitxer".. o "El meu fitxer és aquesta icona". No entenien els termes: "és una representació de.." o "és una interfície de..". Aquestes relacions resultaven estranyes per a la majoria de la gent, i van constituir un equipatge mental innecessari quan hi havia una connexió molt més simple i directa amb allò que ells coneixien a l'entorn real. 
Des de llavors, molts aspectes dels ordinadors s'han allunyat del paradigma del paper en implementar característiques com ara "accessos directes" (shortcuts, en anglès) als fitxers, hipertext, i navegadors de fitxers no espacials. Un accés directe, no el fitxer real sinó un enllaç que actua com una redirecció a un fitxer, i l'hipertext, no tenen equivalència en el món real. El navegador no espacial també pot confondre a usuaris principiants, ja que sovint poden tenir més d'una finestra representant la mateixa carpeta oberta a la vegada. Aquests i altres allunyaments a equivalents del món real són violacions del paradigma del paper pur.

## Galeria d'imatges

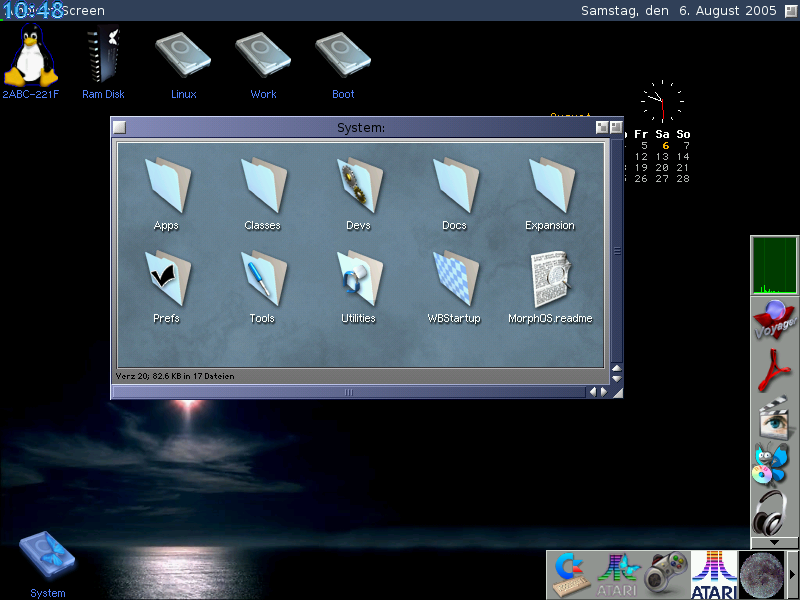
Ambient desktop
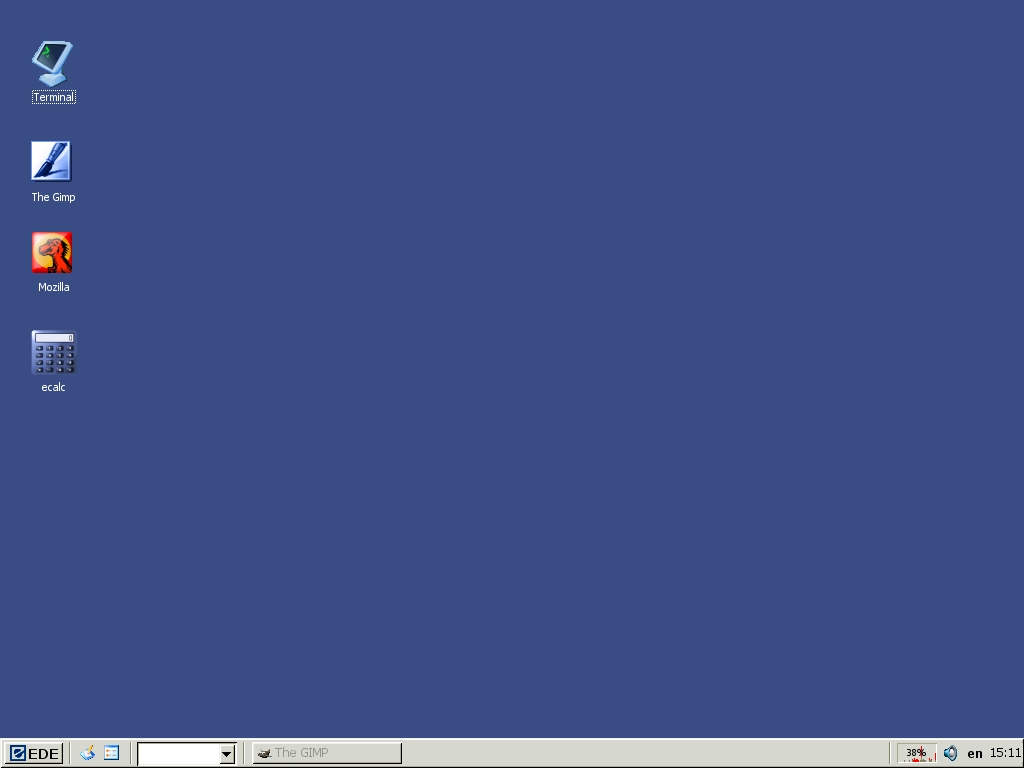
EDE
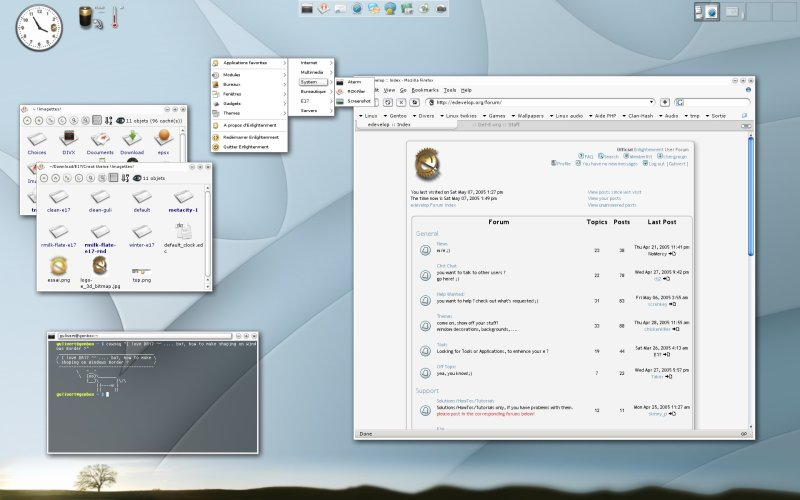
Enlightenment
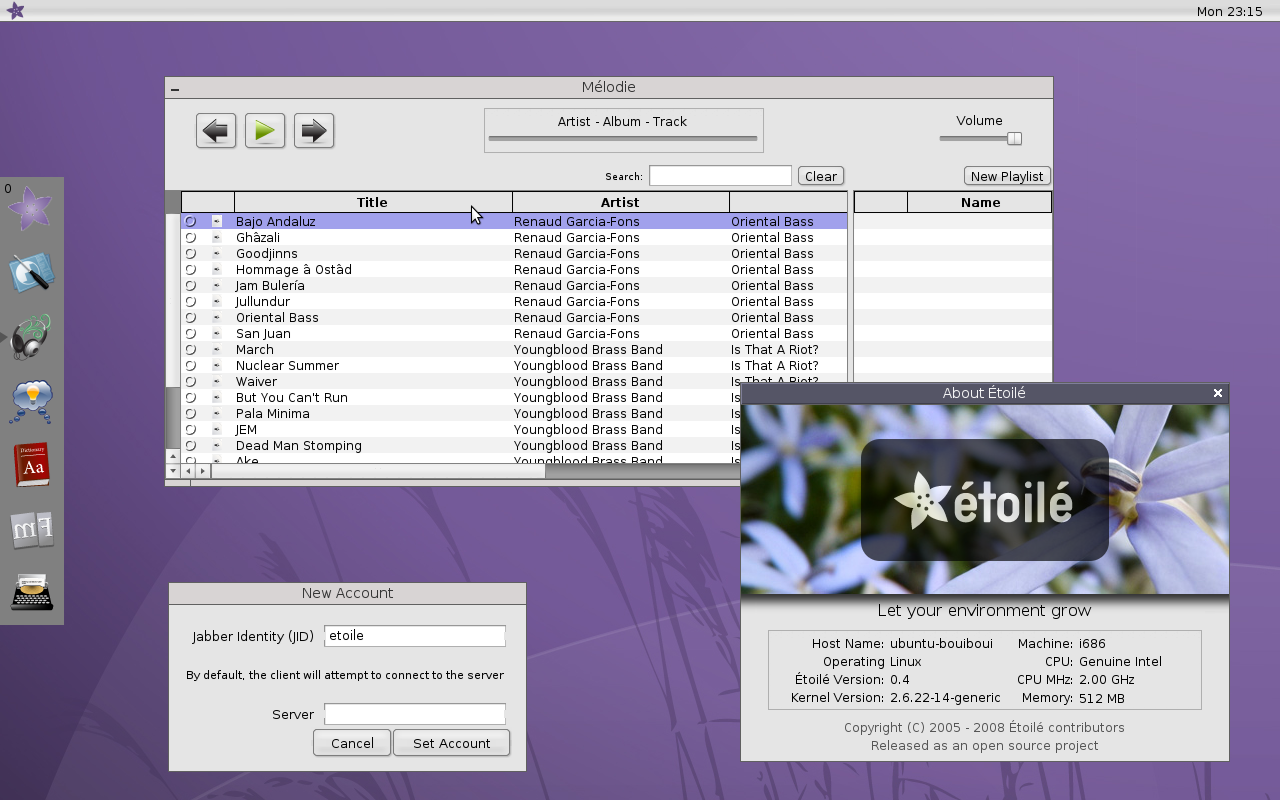
Étoilé
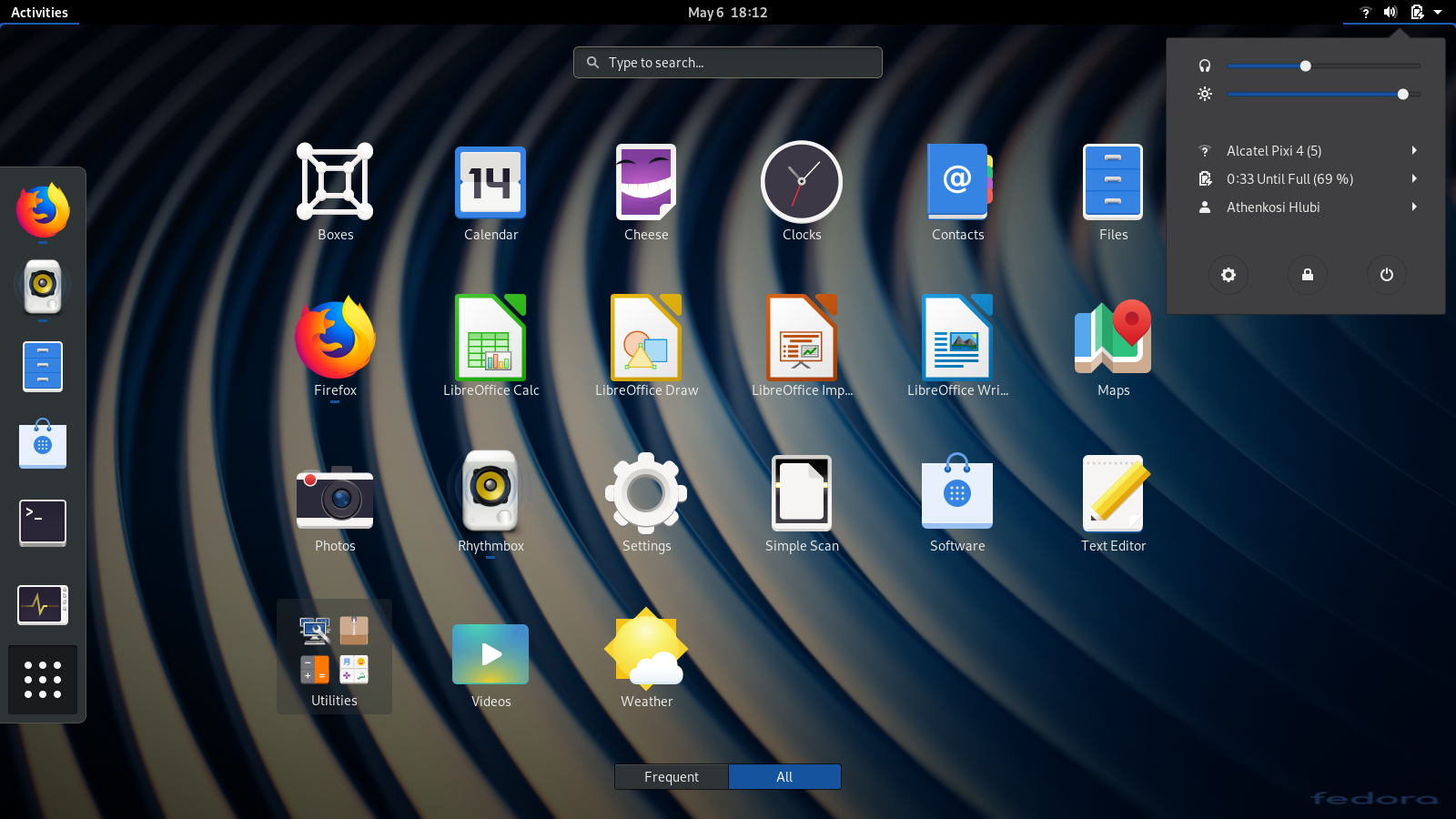
GNOME
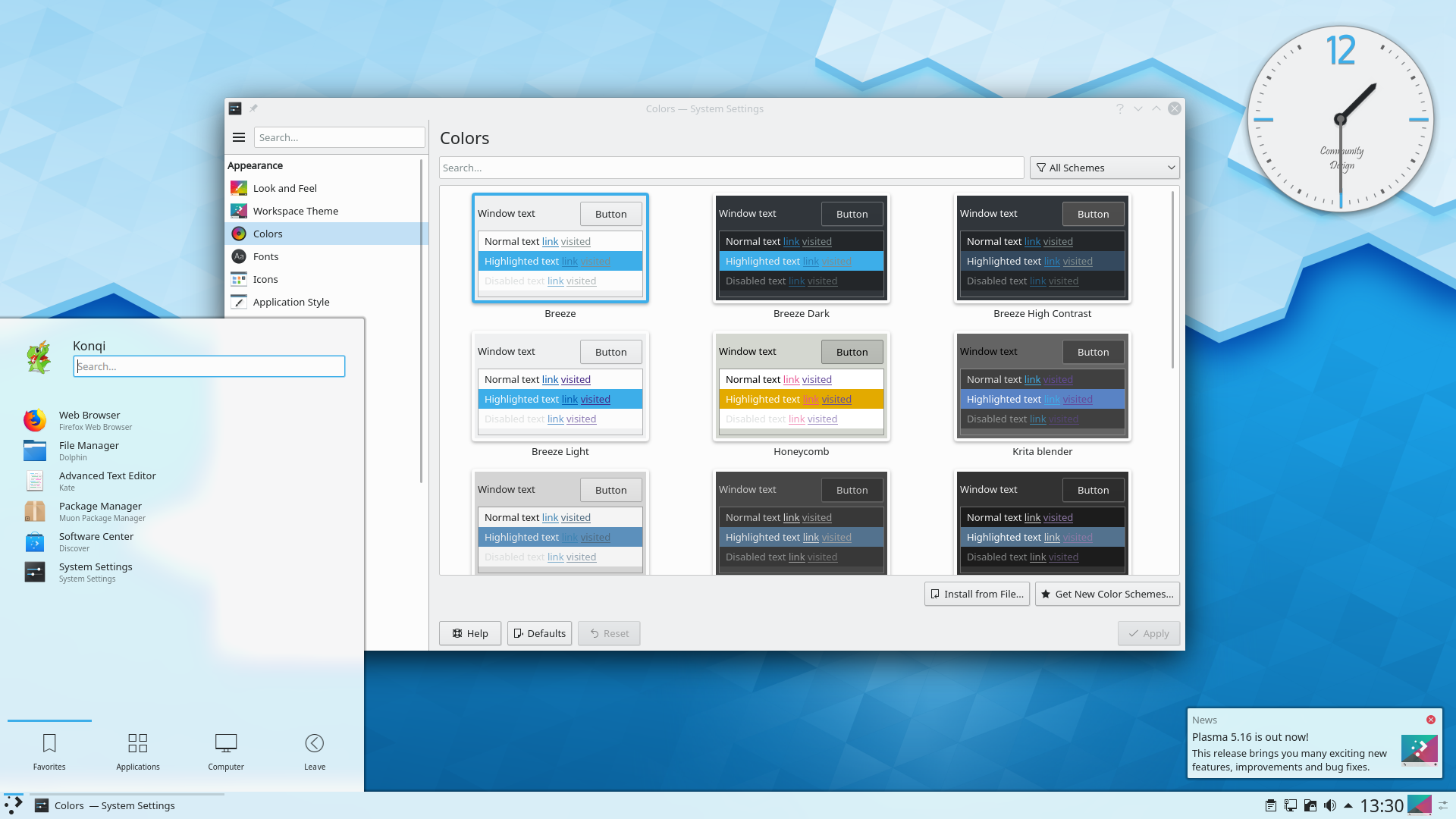
KDE Plasma
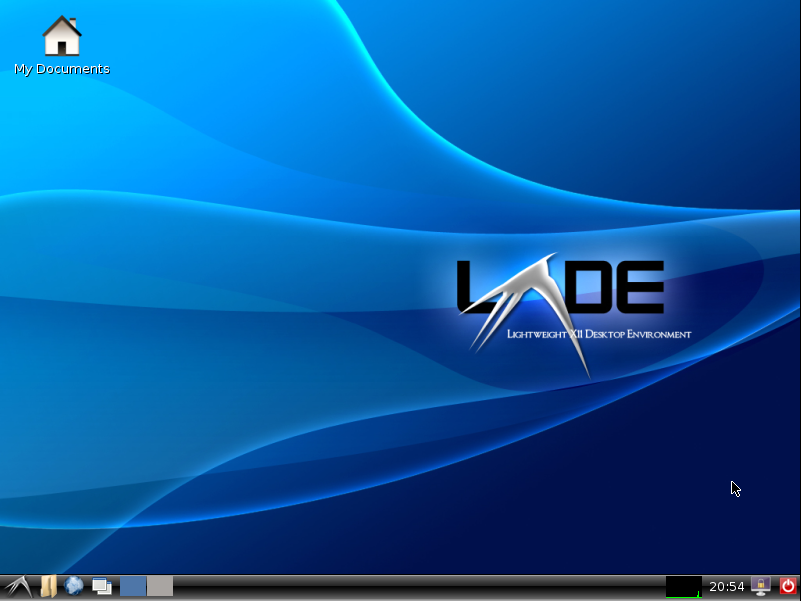
LXDE
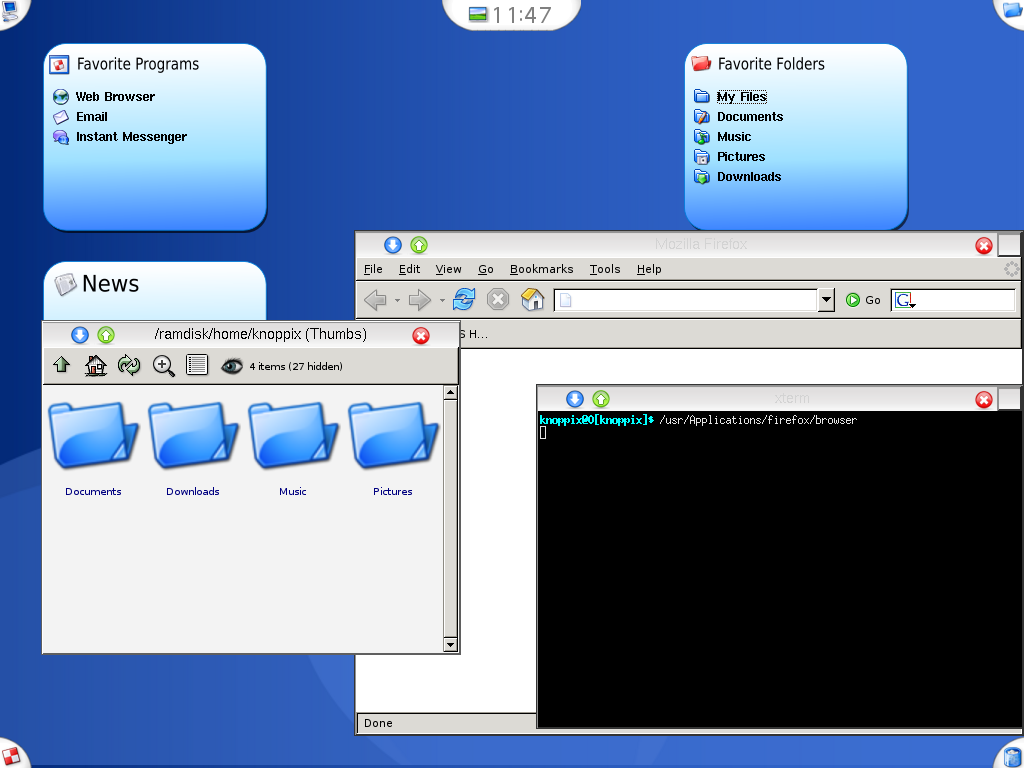
Mezzo (Symphony OS)
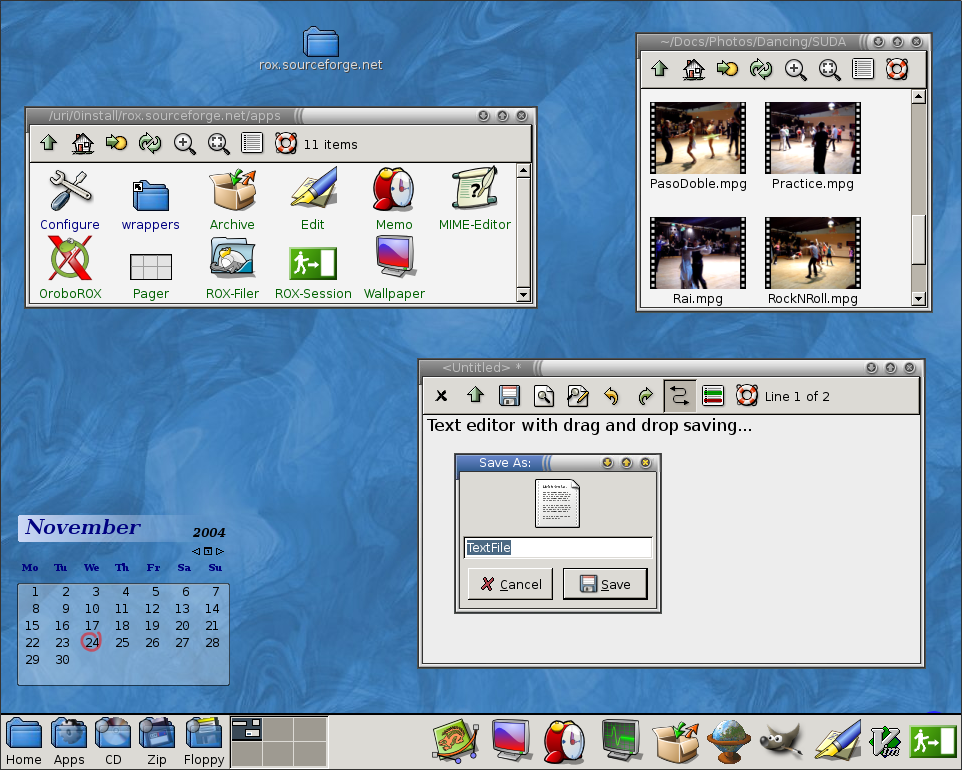
ROX Desktop
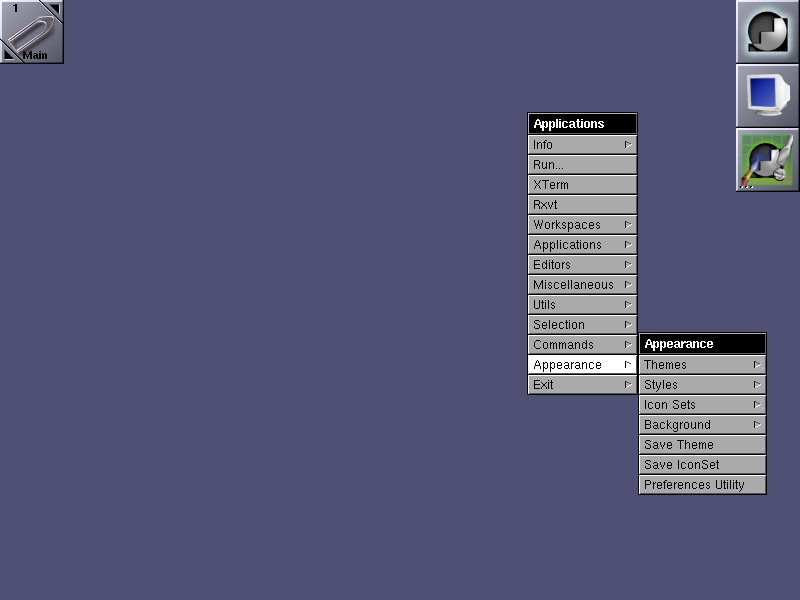
Window Maker
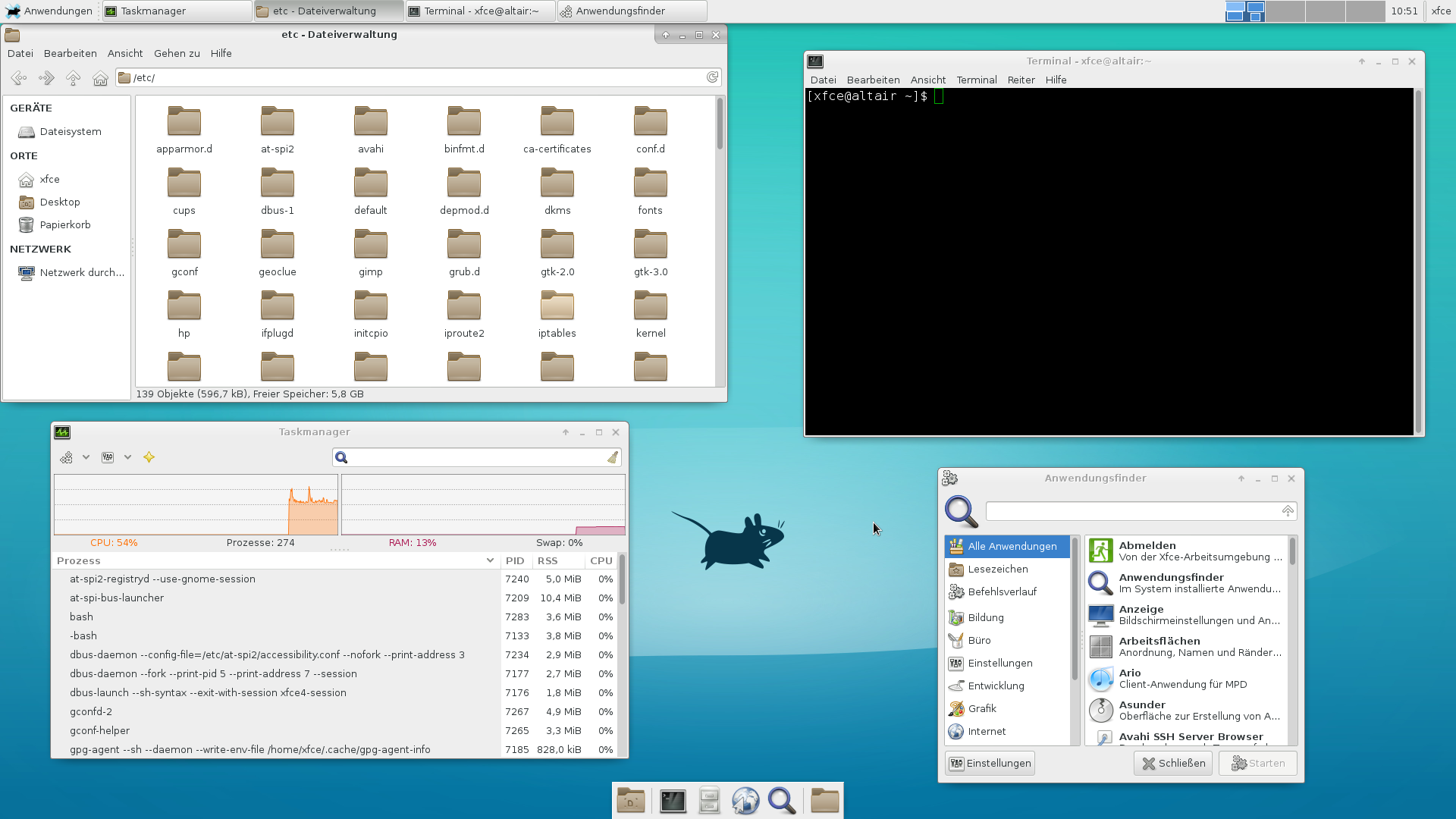
Xfce